# Барли, Мэтью
Мэтью Барли (англ. Matthew Barley; род. 2 мая 1965, Лондон, Великобритания) — британский виолончелист.

## Биография
Окончил Гилдхоллскую школу музыки, затем учился также в СССР, в Московской консерватории.
Известен различными эксцентричными музыкальными проектами на стыке академической музыки и иных музыкальных течений — особенно как руководитель созданного в 1997 году ансамбля «Between The Notes». Известен, в частности, записанный ансамблем при участии Виктории Мулловой альбом 2000 г. «Through the Looking Glass», включающий мелодии Джорджа Гершвина, Майлза Дэвиса, Дюка Эллингтона, Аланис Мориссетт, The Beatles, Weather Report, Bee Gees в своеобразных аранжировках: по словам Мулловой,

в группе есть клавишные, гитара, ударные, кларнет и саксофон, а Мэтью играет на виолончели. Это не джазовый состав, ведь теперь все больше групп, чью музыку невозможно описать или в какие-либо рамки поставить. Играть с группой было непривычно: совсем другой тип музыки, другая техника исполнения… Здесь очень важно играть не так, как ты привык. Всю жизнь меня учили тому, что каждая нота должна быть исполнена качественно. Красиво. Могут варьироваться оттенки или краски, но у каждого звука будто бы должно быть стопроцентное качество. А в этой музыке нужно какие-то ноты 'бросать', 'кричать', она немного близка к разговорному стилю богатством интонаций. И этим, кстати, напоминает барокко.

Получил известность поставленный Иржи Килианом на музыку Бретта Дина балет «Единственный в своём роде», в котором Барли играл на одной сцене с танцовщиками. В то же время Барли выпустил и ряд чисто академических альбомов — в частности, сборник советской музыки для виолончели и фортепиано «Напоминание» (англ. Reminding; 2005).
Гастрольный график Барли известен плотностью и разнообразием: так, в 2006 г. в рамках программы «В дороге» (англ. On The Road), он за 30 дней дал 20 концертов и 17 мастер-классов в различных городах Великобритании, в том же году выступил в Казахстане и в Узбекистане, совместно с Ансамблем Omnibus. В 2011 году вместе с женой дал концерт на Мальдивских островах, выступил на концерте открытия проходившего в Риге Фестиваля интровертной музыки «Ad Lucem» в дуэте с пианистом Антоном Ляховским и т. д.
Женат на Виктории Мулловой.